# Aphaenogaster laevior
Aphaenogaster laevior är en myrart som beskrevs av Carlo Emery 1887. Aphaenogaster laevior ingår i släktet Aphaenogaster och familjen myror. Inga underarter finns listade i Catalogue of Life.